# Вулиця Василя Ярмуша (Тернопіль)
Вулиця Василя Ярмуша — вулиця в мікрорайоні «Березовиця» міста Тернополя. Названа на честь тернопільського поета та працівника культури Василя Ярмуша.

## Відомості
Розпочинається від вулиці Микулинецької, пролягає на схід до вулиці Шкільної, де і закінчується. На вулиці розташовані переважно гуртожитки цукрового заводу.

## Освіта
- Дитячий садок №11 (Василя Ярмуша, 4А)

## Транспорт
Рух вулицею — двосторонній, дорожнє покриття — асфальт. Громадський транспорт по вулиці не курсує, найближчі зупинки знаходяться на вулиці Микулинецькій.